# Psicofonía

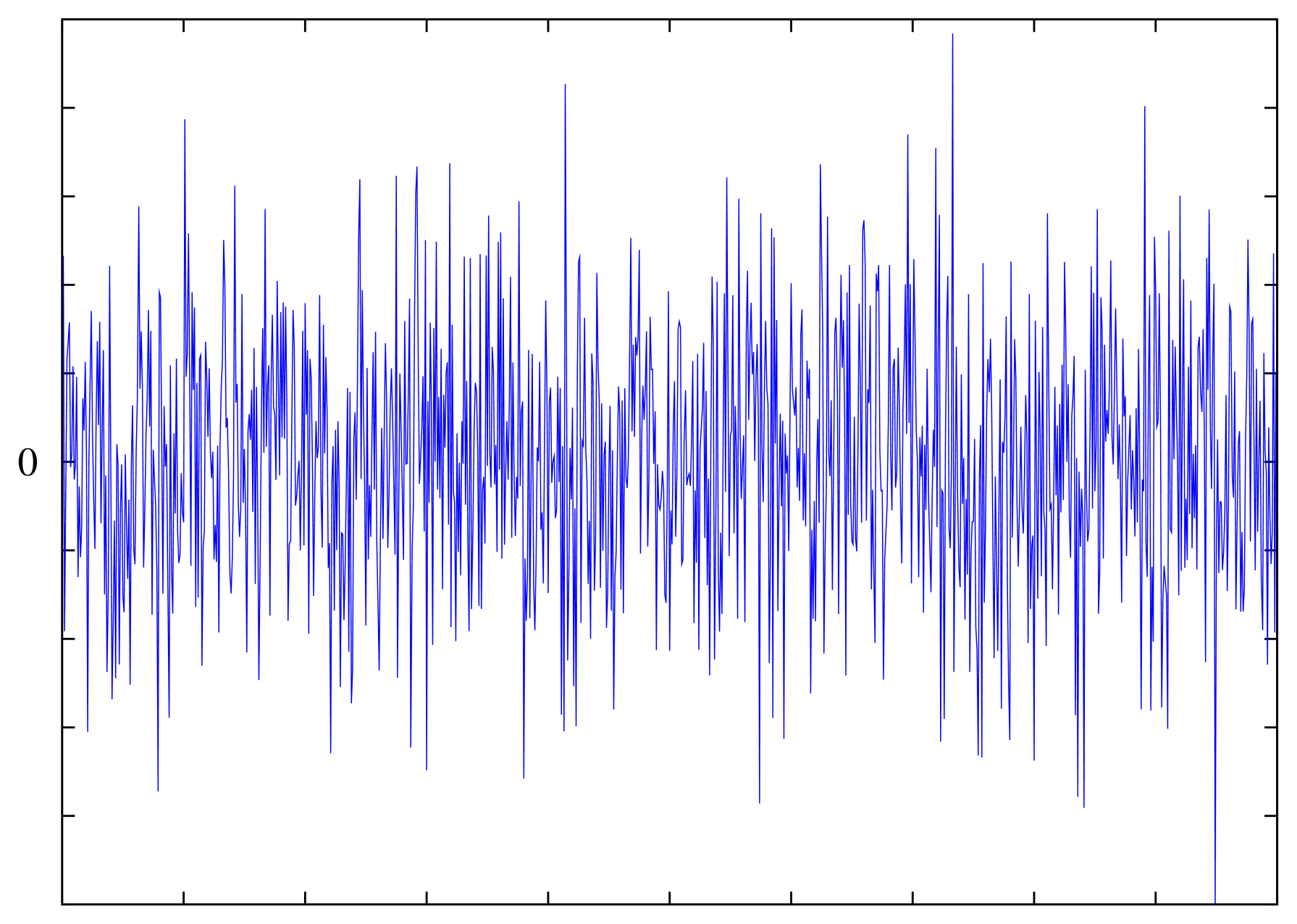
Ejemplo en una gráfica de un fenómeno de voz electrónica (EVP)

Las psicofonías, parafonías o fenómenos de voz electrónica (EVP) son sonidos de origen electrónico que quedan registrados en distintos tipos de grabadoras de audio y son interpretados con hipótesis muy diversas.[cita requerida]
Etimológicamente, el término psicofonía está compuesto de las partículas "psique" y "fonos", haciendo referencia a un sonido producido por energía psíquica. Algunos investigadores prefieren llamar al fenómeno de las psicofonías como fenómeno de voz electrónica o parafonía, término acuñado por el divulgador Germán de Argumosa, ya que no prejuzga la causa del fenómeno, que por entonces en el ámbito académico parapsicológico se pensaba que era sólo el producto de la mente inconsciente o subconsciente de las personas.
Según los proponentes del fenómeno paranormal, dichos registros aparecen como voces (masculinas, femeninas, juveniles, seniles e infantiles) que enuncian contenidos significativos, presentando una morfología característica en cuanto a su timbre, tono, velocidad y modulación. Su aspecto de mayor interés radica en el hecho de que, según sus estudiosos, en ocasiones estas "voces psicofónicas" han respondido a preguntas de los operadores, llegando a producirse diálogo con estos. Asimismo, se han obtenido sonidos de animales, ruidos de forma e intensidad muy diversa y también sonidos musicales. Estos registros suelen ser explicados racionalmente como resultado de pareidolia, apofenia (encontrar significados en hechos insignificantes) o simplemente fraudes por la ciencia.[cita requerida]
Los representantes de la investigación parapsicológica admiten el efecto objetivo descrito, reconociendo, sin embargo, que en cuanto a su causa o causas disponen solamente de hipótesis más o menos fundadas.[cita requerida]

## Historia
Existen numerosas teorías e historias respecto a cómo, quién y dónde habría comenzado la psicofonía. La historia más aceptada es la de que el impulsor de su existencia fue un productor de documentales y cantante de ópera, Friedrich Jürgenson, nacido el 8 de febrero de 1903 en Estonia. En las vacaciones del verano de 1959, estando junto a Mónica, su mujer, intentó registrar el canto del pájaro pinzón para realizar un documental. Dispuso para ello un pequeño magnetófono cerca de un bosque a las afueras de su casa y guardó silencio mientras el sonido de los pájaros se registraba en el aparato, haciendo varias tomas. Decidió escucharlas dentro de la casa, reprodujo la cinta y comenzó —según él— a escuchar lo grabado y comprobar que no se había producido ningún error. El audio era nítido y se escuchaba a la perfección el trinar de los pájaros, pero comprobó que en la grabación aparentemente alguien imitaba el trinar de los pájaros, estropeando la toma, para después escuchar la voz de alguien hablando en noruego, haciendo comentarios sobre el trinar del pinzón. Desechó la grabación, pensando que alguien se había introducido dentro de la zona donde él estaba, sin que Jürgenson se percatara de ello. Al día siguiente repitió la operación de grabado, en la misma zona, poniendo cuidado de que nadie anduviera a varias decenas de metros del aparato, y de nuevo, al reproducir la grabación, junto al canto del pinzón, una nueva voz se escuchaba perfectamente, pero en esta ocasión creyó reconocer la voz de su madre, fallecida, diciéndole algo que solo ellos conocían: el nombre cariñoso y familiar con que su madre le llamaba. Según Jürgenson, en la grabación se escuchaba algo así: Friedel… mi pequeño Friedel… ¿Puedes oírme?.
Así comienza la divulgación del supuesto fenómeno por todo el mundo. Entre los que lo han estudiado destacan Konstantin Raudive (primero en prestar atención a las grabaciones de Jürgenson y quizás quien más aportó al tema, hasta el punto de que las psicofonías también son conocidas como voces de Raudive), Hans Bender, Alex Schneider, Theodor Rudolf, H. Heckman, G.W. Meek, P. Jones, Klaus Schreiber, Ken Webster, el matrimonio Harsch-Fischbach, Hans Otto Koening y, dentro del panorama español, Germán de Argumosa -introductor del fenómeno en España, tras tomar contacto con Raudive, Bender, Schneider y P. Leo Schmid, con los que colaboró-, Sinesio Darnell, Fernando Jiménez del Oso, Pedro Amorós, entre otros.[cita requerida]

## Hipótesis que intentan explicar el supuesto fenómeno
Existen casi tantas hipótesis que tratan de explicar el origen de las psicofonías como investigadores, aunque hay algunas más aceptadas que otras.
- Ventriloquía subliminal/inconsciente - Se trata de una de las primeras teorías explicativas al supuesto fenómeno. La teoría en cuestión asegura que las psicofonías son voces de los propios investigadores que involuntariamente mueven las cuerdas vocales y la laringe, produciendo sonidos imperceptibles entre los presentes pero que se registran en el aparato grabador. Es una teoría que se ha vuelto menos popular con el transcurrir de los años.[cita requerida]

- Interferencias radioeléctricas - Se explican las psicofonías, o al menos algunas de ellas, como resultado de interferencias radioeléctricas con el aparato grabador. Se han obtenido psicofonías utilizando aparatos grabadores instalados dentro de jaulas de Faraday, que anulan en gran parte las interferencias radioeléctricas, pero no totalmente. Tradicionalmente se ha esgrimido este argumento para desechar la posibilidad de que las interferencias radioeléctricas sean el origen de algunas psicofonías, aunque en la práctica las jaulas de Faraday no son un blindaje perfecto contra las interferencias y el argumento se debilita.[3]

- Sonidos del más allá/voces de los muertos - Es la teoría más difundida, sobre todo entre el público en general. Su punto débil es que es pseudocientífica, ya que se basa totalmente en creencias de carácter religioso o espiritual e hipótesis no demostradas o indemostrables por su propia naturaleza.[cita requerida]

- Dimensiones paralelas - No solo podrían ser sonidos producidos por entes fallecidos, sino formas de pensamiento, como tulpas o egregores, que actuarían como entidades con cierta inteligencia sin llegar a tener conciencia.

- Habitantes de otros planetas (extraterrestres) - Es una de las teorías menos barajadas, pero cuenta con cierto número de investigadores que creen firmemente en esta explicación. Es equiparable a la anterior.[cita requerida]

- Actuación de la mente del investigador o psicoquinesis - Es otra de las teorías más difundidas. Se trataría de una emanación mental a nivel consciente o inconsciente por parte de los investigadores y que actuaría sobre la materia (grabadora, micrófono, etcétera). No se especifica de qué clase de emanación se trata ni se describe el mecanismo concreto por el que quedarían grabados los sonidos.[4] En este sentido es que alude etimológicamente el término psicofonía, compuesto de las palabras «psico» (mente) y «fonia» (sonido).[5]

- Pareidolia - La pareidolia es un fenómeno que consiste en la interpretación de un estímulo vago y aleatorio como algo reconocible y ordenado. Es el fenómeno que hace percibir formas reconocibles en las nubes y palabras inteligibles en el propio idioma en canciones cantadas en un idioma diferente, por ejemplo. El ruido de una grabación puede ser interpretado como voces, gritos y otros sonidos asociados a la actividad humana sin que necesariamente sean reales.[6]

- Fraude - En un tema dado a la especulación pseudocientífica, con la consecuente falta de control que implica la no aplicación del método científico, no puede descartarse la posibilidad de fraude en algunos casos y por diversas razones. Psicofonías dadas por ciertas parecen no ser más que un mero fraude reproducido por medios burdos, como la del famoso "Fantasma de la diputación de Granada", según se puede comprobar en un vídeo en la red.[cita requerida]

- Voces en el aire y ecos del pasado - Otras de las teorías que se le dan a este fenómeno es la posibilidad de que todas las ondas que se emiten se almacenen en el aire, queden atrapadas o reboten en el espacio, y así, cuando un investigador se pone a grabar, capta esas ondas que quedan registradas en la cinta o dispositivo de grabación.[cita requerida]

- Ondas estacionarias - Esta hipótesis afirma que las ondas sonoras pueden quedar atrapadas en el tiempo y ser grabadas con posterioridad al hecho ocurrido; es similar a la anterior.

- Impregnación ambiental o energética - Propone que los seres vivos o determinadas situaciones dejan un rastro o huella energética, quedando grabada en el espacio-tiempo, en otro plano de la realidad (interfase).

## Transcomunicación instrumental
En 1982, Sarah Estep fundó la Asociación Americana de Fenómenos de Voz Electrónica (AA-EVP) en Severna Park, Maryland, una organización sin ánimo de lucro con el propósito de promover la investigación de las EVP, y la enseñanza de métodos estandarizados para su experimentación. Estep comenzó sus experimentaciones con las EVP en 1976, y aseguró haber realizado cientos de grabaciones de mensajes de amigos fallecidos, parientes y otras personas, incluyendo a Konstantin Raudive, Beethoven, un farolero de Filadelfia del siglo XVIII, y de extraterrestres que especuló que provenían de otros planetas o dimensiones.
El término Transcomunicación Instrumental (ITC) (del alemán "Instrumentelle Transkommunikation") fue acuñado en la década de 1970 por Ernst Senkowski, para referirse en general a la comunicación a través de cualquier tipo de dispositivo electrónico como grabadoras, máquinas de fax, televisores y computadoras entre los espíritus u otras entidades desencarnadas y los vivos.
Una famosa incidencia en el campo de la ITC, se produjo cuando la imagen de Friedrich Jürgenson (cuyo funeral se celebró ese día) apareció en la televisión de la casa de un amigo, que había sintonizado a propósito un canal libre.
Los investigadores de la ITC también experimentan con bucles de retroalimentación a través de televisores y cámaras de video, con el llamado Efecto Droste, obteniendo lo que se conoce como psicoimágenes.
En 1979, el parapsicólogo D. Scott Rogo relató un supuesto fenómeno paranormal en el que recibió un sencillo, breve y corto mensaje en llamadas a través del teléfono de supuestos espíritus de parientes fallecidos, amigos, incluso extraños.
En 1997, Barušs Imants, del Departamento de Psicología de la Universidad de Western Ontario, realizó una serie de experimentos utilizando los métodos del investigador Konstantin Raudive, y del investigador en ITC Mark Macy, como guía. Una radio estaba sintonizada en una frecuencia vacía, y más de 81 sesiones con un total de 60 horas y 11 minutos de grabaciones se recogieron. Durante las grabaciones, en silencio, trató de hacer contacto verbal con las posibles entidades productoras de las EVP. Barušs declaró que consiguió grabar varias incursiones que sonaban como voces, pero que eran escasas, demasiado al azar y abiertas a la interpretación, como para representar datos viables. Concluyó: "Si bien hemos conseguido replicar el fenómeno de las EVP en cintas de audio, ninguno de los fenómenos observados en nuestro estudio fueron claramente anómalos, y mucho menos atribuible a seres desencarnados, por lo tanto no hemos podido replicar las EVP en el sentido fuerte". Los hallazgos fueron publicados en el Journal of Scientific Exploration en 2001, e incluyen una revisión de la literatura disponible hasta el momento.
Las grabadoras portátiles digitales son actualmente la tecnología de elección de los investigadores de EVP. Dado que estos dispositivos son muy sensibles a señales de contaminación de radio frecuencia (RF), los entusiastas de EVP a veces tratan de grabar EVP en habitaciones sin contaminación de RF y sonido. Sin embargo, con el fin de grabar EVP tiene que haber ruido en el circuito de audio del dispositivo que se utiliza para producir las EVP. Por esta razón, aquellos que tratan de grabar EVP suelen utilizar dos grabadoras que tienen diferentes circuitos en su calidad de audio y se basan en el ruido escuchado de el instrumento de menor calidad para generar EVP's.
Algunos entusiastas describen que la escucha y reconocimiento de palabras en las EVP es una habilidad que se entrena como si se tratara de aprender una nueva lengua. Los escépticos dicen que los casos reclamados son todo engaños, en general por malas interpretaciones de fenómenos naturales. Los EVP y la técnica ITC son raramente investigados dentro de la comunidad científica y sus ideas son ridiculizadas por los científicos en general.

### Escépticos
- Artículos de Julio Plaza dedicados al análisis e investigación rigurosos de las psicofonías
- Electronic Voice Phenomena: Voices of the Dead? por James E. Alcock en la web del CSI (en inglés)
- Entrada del Skeptic's Dictionary sobre las psicofonías (en inglés)
- Reproducción de la psicofonía claramente fraudulenta y en clave de humor de la diputación de Granada, en YouTube

### Creyentes
- American Association of Electronic Voice Phenomena (en inglés)
- Organización Nacional de Investigaciones Parapsicológicas - ONIPA
- Sitio web de la SEIP con una sección dedicada a la TCI por Pedro Amorós

- Datos: Q1568038